# Dictionnaire historique de l’ancien langage François ou Glossaire de la langue françoise depuis son origine jusqu’au siècle de Louis XIV
Der Dictionnaire historique de l’ancien langage François ou Glossaire de la langue françoise depuis son origine jusqu’au siècle de Louis XIV ist ein zehnbändiges Wörterbuch der französischen Sprache des Mittelalters und der frühen Neuzeit, insoweit sie sich von der heutigen unterscheidet. Er ist das Werk des frühen Romanisten Jean-Baptiste de La Curne de Sainte-Palaye, der das Material bereits im 18. Jahrhundert sammelte. Zum Erscheinen kam es erst ein Jahrhundert später.

## Geschichte und Würdigung
Als La Curne de Sainte-Palaye 1724 in die Académie des inscriptions et belles-lettres gewählt wurde, begann er als Historiker mit der Sammlung von Belegen untergegangener Wörter (oder Bedeutungen von Wörtern) in den Urkunden und in weiteren Texten des Mittelalters und der Zeit bis zum frühen 17. Jahrhundert. 1733 wurde er durch die benediktinische Bearbeitung des Glossarium ad scriptores mediae et infimae latinitatis von Du Cange angeregt, daraus ebenfalls ein Glossar zu machen, so wie Pierre Bayle es 1690 bereits gefordert hatte. Auf mehreren Italienreisen ließ er in Bibliotheken Texte kopieren. Ab 1754 konzentrierte er sich ganz auf sein Glossar-Projekt. 1756 schrieb er eine Projektskizze, worauf er 1758 in die Académie française gewählt wurde. Ab 1770 übertrug er die Redaktionsarbeit zunehmend auf Georges-Jean Mouchet (1737–1807), einen Schüler von Étienne Lauréault de Foncemagne. Ab 1780 und nach La Curnes Tod 1781 versuchte Mouchet, das umfangreiche Material zu publizieren, es kam aber, bis zur Einstellung durch den Ausbruch der  Französischen Revolution 1789, nur zum Druck von 740 Seiten (von A – Ast).
Der vielseitige Historiker, Philologe und Verleger Léopold Favre (1817–1891) gab im Zusammenwirken mit Léon Pajot (1853–1906), einem Versailler Studienrat für Geschichte, von 1875 bis 1882 in rascher Folge die insgesamt 4 727 Seiten in 10 Bänden heraus, die in seinem eigenen Verlag in Niort und im Verlag Honoré Champion in Paris erschienen. Der erste Band enthält La Curnes Projektskizze als Vorwort. Im 10. Band finden sich unter anderem eine Biografie von La Curne (I–XXVI), eine Liste der benutzten Quellen (3–24) und eine Bibliografie der Werke La Curnes (25–28). Diese Ausgabe wurde 1972 im Georg Olms Verlag nachgedruckt.
Das Wörterbuch spiegelt den Stand der Forschung im 18. Jahrhundert. Es ist eine wegen der Masse beeindruckende Sammlung von Lesefrüchten. Sein Erscheinen ein Jahrhundert später war jedoch in vieler Hinsicht anachronistisch. Zudem waren die Herausgeber keine Fachromanisten. Für die heutige Forschung zur französischen Sprachgeschichte ist das Wörterbuch von geringer Bedeutung. Paul Meyer nannte 1876 die Herausgabe « unnütz » (inutile) und « schädlich » (nuisible).  In Kurt Baldingers Einführung in die für die Geschichte des Französischen wichtigen Wörterbücher wird es nicht behandelt. Alain Rey hingegen lobte 2011 den Reichtum an Zitaten, Ausdrücken und Sprichwörtern und nannte das Werk „précieux, clairement édité“ (wertvoll und gut lesbar herausgegeben).

## Gliederung
- Band 1: A – Aouvert. Niort und Paris 1875. (482 Seiten)
- Band 2: Ap – Bicque. Niort und Paris 1876. (480 Seiten)
- Band 3: Bidaulx – Chicqueté. Niort und Paris 1877. (480 Seiten)
- Band 4: Chiedent – Decatholiques. Niort und Paris 1877. (480 Seiten)
- Band 5: De cecy en avant – Eschouement. Niort und Paris 1878. (483 Seiten)
- Band 6: Esciement – Guysterner. Niort und Paris 1879. (444 Seiten)
- Band 7: H – Mytouflé. Niort und Paris 1879. (460 Seiten)
- Band 8: N – Ququermesse. Niort und Paris 1880. (516 Seiten)
- Band 9: R – Syringuer. Niort und Paris 1881. (528 Seiten)
- Band 10: Tabac – Zon zon. Niort und Paris 1882. (374 Seiten)